# باول كلايتون (سياسي)
باول كلايتون (بالإنجليزية: Powell Clayton)‏ هو دبلوماسي وضابط وسياسي أمريكي، ولد في 7 أغسطس 1833 في الولايات المتحدة، وتوفي في 25 أغسطس 1914 في واشنطن العاصمة في الولايات المتحدة. حزبياً، نشط في الحزب الجمهوري. وقد انتخب سفير وانتخب حاكم أركنساس ‏ (2 يوليو 1868 – 4 مارس 1871) وانتخب عضو مجلس الشيوخ الأمريكي (4 مارس 1871 – 3 مارس 1877).